# Seabria mossambica
Seabria mossambica är en skalbaggsart som först beskrevs av William Lucas Distant 1898.  Seabria mossambica ingår i släktet Seabria och familjen långhorningar.
Artens utbredningsområde är Moçambique. Inga underarter finns listade i Catalogue of Life.